# 聖ブリスの日の虐殺
聖ブリスの日の虐殺（せいブリスのひのぎゃくさつ St. Brice's Day massacre）は、1002年11月13日に起きたデンマーク人（デーン人）への大量殺害事件である。
デンマークの頻繁な襲撃に応えて、イングランド王エゼルレッド2世が命じた。 2008年にオックスフォードのセントジョンズ大学で発掘調査中に発見された30人以上の若い男性の骨格は、犠牲者の一部の骨格である可能性が認められた。